# Dekanat Grabów
Dekanat Grabów – jeden z 33 dekanatów w rzymskokatolickiej diecezji kaliskiej.

## Parafie
W skład dekanatu wchodzi 8 parafii:
- parafia św. Apostołów Filipa i Jakuba – Bukownica
- parafia św. Stanisława – Czajków
- parafia Przemienienia Pańskiego – Giżyce
- parafia Niepokalanego Serca Najświętszej Maryi Panny i św. Mikołaja – Grabów nad Prosną
- parafia św. Apostołów Piotra i Pawła – Kraszewice
- parafia Chrystusa Króla – Marszałki
- parafia Narodzenia Najświętszej Maryi Panny – Morawin
- parafia św. Wawrzyńca – Wielowieś Klasztorna

## Sąsiednie dekanaty
Błaszki, Lututów, Mikstat, Ołobok, Ostrzeszów, Wieruszów, Złoczew